# Teudis juradoi
Teudis juradoi är en spindelart som beskrevs av Arthur M. Chickering 1940. Teudis juradoi ingår i släktet Teudis och familjen spökspindlar.
Artens utbredningsområde är Panama. Inga underarter finns listade i Catalogue of Life.